# El Sombrerero
El Sombrerero es un personaje ficticio de la novela Las aventuras de Alicia en el país de las maravillas, del escritor inglés Lewis Carroll. Este personaje también se conoce como el Sombrerero Loco, aunque en la obra de Carroll nunca se le llama así. La frase «loco como un sombrerero» es anterior a las obras de Carroll. El Gato de Cheshire se refiere al Sombrerero y a la Liebre de Marzo como que «los dos están locos» en el sexto capítulo titulado «Cerdo y Pimienta». Además, el capítulo donde aparece el Sombrerero se titula «Una merienda de locos». El Sombrerero aparece nuevamente en la secuela de la obra, llamada A través del espejo y lo que Alicia encontró allí, con el nombre de Hatta, uno de los mensajeros del Rey Blanco.

## Biografía ficticia

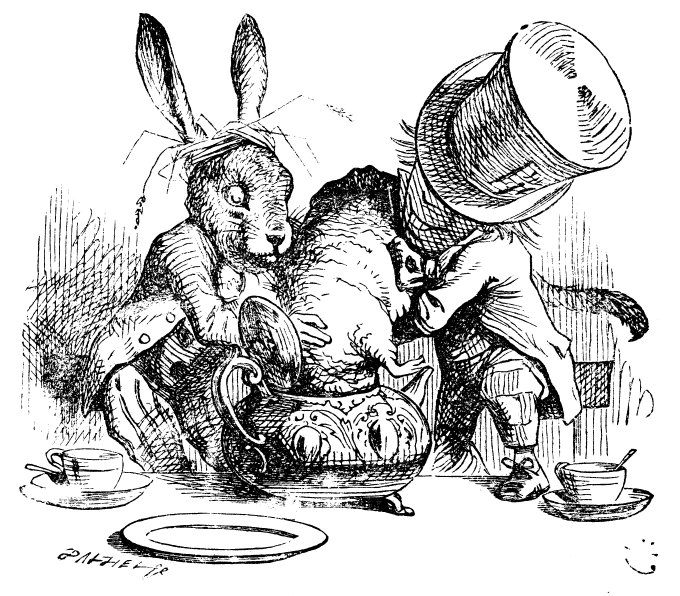
La Liebre de Marzo y el Sombrerero ponen la cabeza del Lirón en una tetera, obra de Sir John Tenniel.

### Alicia en el país de las maravillas
El personaje del Sombrerero, junto con todos los demás seres ficticios, aparece por primera vez en la novela Alicia en el país de las maravillas de Lewis Carroll de 1865. En el capítulo VII, «Una merienda de locos», mientras explora el País de las Maravillas, Alicia se encuentra con el Sombrerero tomando el té con la Liebre de Marzo y el Lirón. El Sombrerero le explica a Alicia que siempre están tomando té porque cuando intentó cantar para la malhumorada Reina de Corazones, ella lo condenó a muerte por «matar el tiempo», pero él escapa de la decapitación. En represalia, el Tiempo (al que el Sombrerero se refiere como «él») se detiene con respecto al Sombrerero, manteniéndolo atrapado a las 6:00 p. m. (o 18:00) para siempre.
Cuando Alicia llega a la fiesta del té, el Sombrerero se caracteriza por cambiar de lugar en la mesa en cualquier momento, hacer comentarios breves y personales, plantear acertijos sin respuesta y recitar poesía sin sentido, todo lo cual finalmente ahuyenta a Alicia. El Sombrerero aparece nuevamente en el capítulo XI, «¿Quién robó las tartas?», como testigo en el juicio de la Sota de Corazones, donde la Reina parece reconocerlo como el cantante al que condenó a muerte, y el Rey de Corazones también le advierte que no se ponga nervioso o lo hará «ejecutar en el acto».

### A través del espejo
El personaje también aparece brevemente en A través del espejo de Carroll de 1871, la secuela de Alicia en el país de las maravillas. Bajo el nombre de «Hatta», el Sombrerero volvió a tener problemas con la ley. Sin embargo, no era necesariamente culpable, ya que la Reina Blanca explica que los súbditos a menudo eran castigados antes de cometer un delito, en lugar de después, y a veces ni siquiera cometían ninguno. También fue mencionado como uno de los mensajeros del Rey Blanco junto con la Liebre de Marzo, que llevaba el nombre de «Haigha». La ilustración de Sir John Tenniel muestra a Hatta bebiendo de una taza de té como lo hacía en la novela original. Alicia no comenta si Hatta es el Sombrerero de su sueño anterior.

## Caracterización

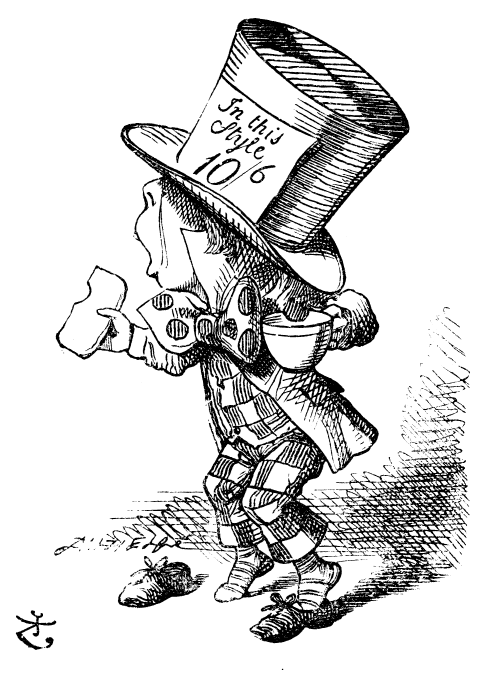
El Sombrerero disfrutando de una taza de té y pan con mantequilla, de Sir John Tenniel.

### Etimología
El mercurio fue utilizado en la fabricación de sombreros de fieltro durante el siglo XIX, lo que provocó una alta tasa de envenenamiento por mercurio entre quienes trabajaban en la industria del sombrero. El envenenamiento por mercurio causa daños neurológicos, que incluyen dificultad para hablar, pérdida de memoria y temblores, lo que dio lugar a la frase «loco como un sombrerero» (mad as a hatter). En la época victoriana, muchos trabajadores de la industria textil, incluidos los sombrereros, a veces desarrollaban enfermedades que afectaban al sistema nervioso, como la tuberculosis del sistema nervioso central (SNC), que se describe en novelas como Alton Locke de Charles Kingsley y Norte y Sur de Elizabeth Gaskell, que Lewis Carroll había leído. Muchos de esos trabajadores fueron enviados a asilos de lunáticos mendigos, que estaban supervisados por comisionados de lunáticos como Samuel Gaskell y Robert Wilfred Skeffington Lutwidge, el tío de Carroll. Carroll estaba familiarizado con las condiciones de los asilos y visitó él mismo al menos uno, el asilo del condado de Surrey, que trataba a los pacientes con los llamados métodos no restrictivos y los ocupaba, entre otras cosas, en jardinería, agricultura y confección de sombreros. Además de representar obras de teatro, bailes y otras diversiones, en estos asilos también se celebraban meriendas.

### Apariencia
Aunque, durante el juicio de la Sota de Corazones, el Rey de Corazones comenta sobre el sombrero del Sombrerero, Carroll no describe el estilo exacto del sombrero que usa. El sombrero de copa característico del personaje proviene de las ilustraciones de John Tenniel para la primera edición, en las que el personaje usa un sombrero de copa grande con una cinta que dice In this style 10/6. Esto se explica con más detalle en Alicia para los pequeños, una versión abreviada de Las aventuras de Alicia en el país de las maravillas, adaptada por el propio autor para niños pequeños. Aquí se afirma que el personaje lleva un sombrero en la cabeza con una etiqueta de precio que contiene los números 10 y 6, lo que indica el precio en dinero británico predecimal como diez chelínes y seis peniques (o media guinea). En el sistema decimal, equivale a 0,525 libras.

### Personalidad

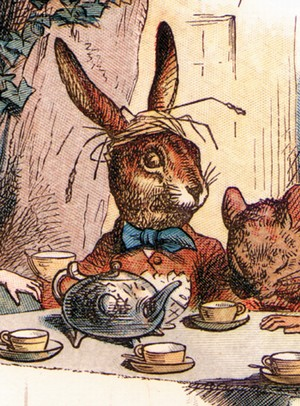
Ilustración de la Liebre de Marzo, una de las amigas de la fiesta del té del Sombrerero, por Sir John Tenniel.

La primera mención del Sombrerero y la Liebre de Marzo ocurre en el sexto capítulo de Las aventuras de Alicia en el país de las maravillas de Carroll, titulado «Cerdo y Pimienta», en una conversación entre la protagonista infantil Alicia y el distintivo Gato de Cheshire, cuando ella pregunta «¿qué clase de gente vive por estos lugares?», a lo que el gato responde «En esa dirección vive un Sombrerero; y en aquella dirección vive una Liebre de Marzo. Puedes visitar al que quieras: los dos están locos.» Posteriormente, ambos hacen su debut real en el séptimo capítulo del mismo libro, titulado «Una merienda de locos».
La fabricación de sombreros era el principal oficio en Stockport, donde creció Carroll, y no era raro que los sombrereros parecieran perturbados o confundidos; muchos murieron prematuramente como resultado del envenenamiento por mercurio. Sin embargo, el Sombrerero no presenta los síntomas del envenenamiento por mercurio, que incluyen timidez excesiva, desconfianza, timidez creciente, pérdida de confianza en sí mismo, ansiedad y el deseo de pasar desapercibido.

### Semejanza con Theophilus Carter
A menudo se ha afirmado que el personaje del Sombrerero pudo haberse inspirado en Theophilus Carter, un excéntrico comerciante de muebles. Carter supuestamente fue en algún momento un servidor en Christ Church, uno de los colleges de la Universidad de Oxford. Esto no está respaldado por registros universitarios. Más tarde fue dueño de una tienda de muebles y se hizo conocido como el «Sombrerero Loco» por su costumbre de pararse en la puerta de su tienda con un sombrero de copa. Se dice que Sir John Tenniel vino a Oxford especialmente para dibujarlo para sus ilustraciones. Sin embargo, no hay evidencia de esta afirmación ni en las cartas ni en los diarios de Carroll.

## Enigma
En el capítulo «Una merienda de locos», el Sombrerero plantea un acertijo muy conocido: «¿En que se parece un cuervo a un escritorio?» (Why is a raven like a writing desk?). Cuando Alicia deja de intentar descubrir el por qué, el Sombrerero admite «¡No tengo ni la más remota idea!». Carroll originalmente tenía la intención de que el acertijo no tuviera respuesta, pero después de muchas solicitudes de los lectores, él y otros, incluido el experto en acertijos Sam Loyd, sugirieron posibles respuestas; en su prefacio a la edición de 1896 de Las aventuras de Alicia en el país de las maravillas, Carroll escribió:

Inquiries have been so often addressed to me, as to whether any answer to the Hatter's riddle can be imagined, that I may as well put on record here what seems to me to be a fairly appropriate answer, "because it can produce a few notes, though they are very flat; and it is nevar put with the wrong end in front!" This, however, is merely an afterthought; the riddle as originally invented had no answer at all.
Tantas veces me han preguntado si es posible imaginar alguna respuesta al enigma del Sombrerero, que bien puedo dejar constancia aquí de lo que me parece una respuesta bastante apropiada, «En que ambos pueden producir unas cuantas notas, aunque muy deprimentes. ¡Y nunca se escribe de atrás hacia delante!» Esto, sin embargo, es simplemente una idea de último momento; el enigma tal como se inventó originalmente no tenía respuesta alguna.

Loyd propuso una serie de soluciones alternativas al acertijo, entre ellas «porque Poe lo escribió en ambos» (en alusión al poema narrativo de Poe de 1845 El cuervo) y «porque las notas por las que se destacan no son notas musicales.» La edición de abril de 2017 del Bandersnatch, el boletín de la Sociedad Lewis Carroll [número 172, ISSN 0306-8404, abril de 2017], publicó la siguiente solución, propuesta por el experto en acertijos Rick Hosburn: «¿Por qué un cuervo es como un escritorio? ¡Porque uno es un cuervo con un billete, mientras que el otro es una cómoda con una pluma!» La RSPB, en su definición de Cuervo, afirma: «El cuervo [...] es todo negro con un pico grande y alas largas.»
Otra posible explicación la dio el escritor británico Aldous Huxley, en un artículo de 1928 titulado «Ravens and Writing Desks» publicado en la revista Vanity Fair. Allí diría que la solución del acertijo sería que «porque hay una b en ambos, y porque en ninguno hay una n», siguiendo la idea del nonsense. El autor estadounidense Stephen King ofrece una respuesta alternativa al enigma del Sombrerero en su novela de terror de 1977 El resplandor. Atrapado por la nieve y aislado a «diez mil pies de altura» en las Montañas Rocosas, Danny, de cinco años, escucha susurros de la maligna «voz del hotel [Overlook]» dentro de su cabeza, incluida esta pequeña burla: «¿Por qué un cuervo es como un escritorio? ¡Cuánto más alto, menos lo estas, por supuesto! ¡Toma otra taza de té!»

## En la cultura popular
El Sombrerero ha aparecido en casi todas las adaptaciones de Alicia en el país de las maravillas hasta la fecha; suele ser el protagonista masculino a pesar de ser un personaje secundario. El personaje ha sido interpretado en películas por Norman Whitten, Edward Everett Horton, Sir Robert Helpmann, Martin Short, Peter Cook, Anthony Newley, Ed Wynn, Andrew-Lee Potts y Johnny Depp. En los vídeos musicales, el Sombrerero ha sido interpretado por Tom Petty, Dero Goi y Steven Tyler. También ha sido interpretado en teatro por Nikki Snelson y Katherine Shindle, y en televisión por John Robert Hoffman, Pip Donaghy y Sebastian Stan. En adaptaciones de ballet, Steven McRae también lo interpretó como un 'Tapper' loco. En marzo de 2019, Chelsy Meiss se convirtió en la primera mujer solista en interpretar al Sombrerero Loco para el Ballet Nacional de Canadá.

### Películas

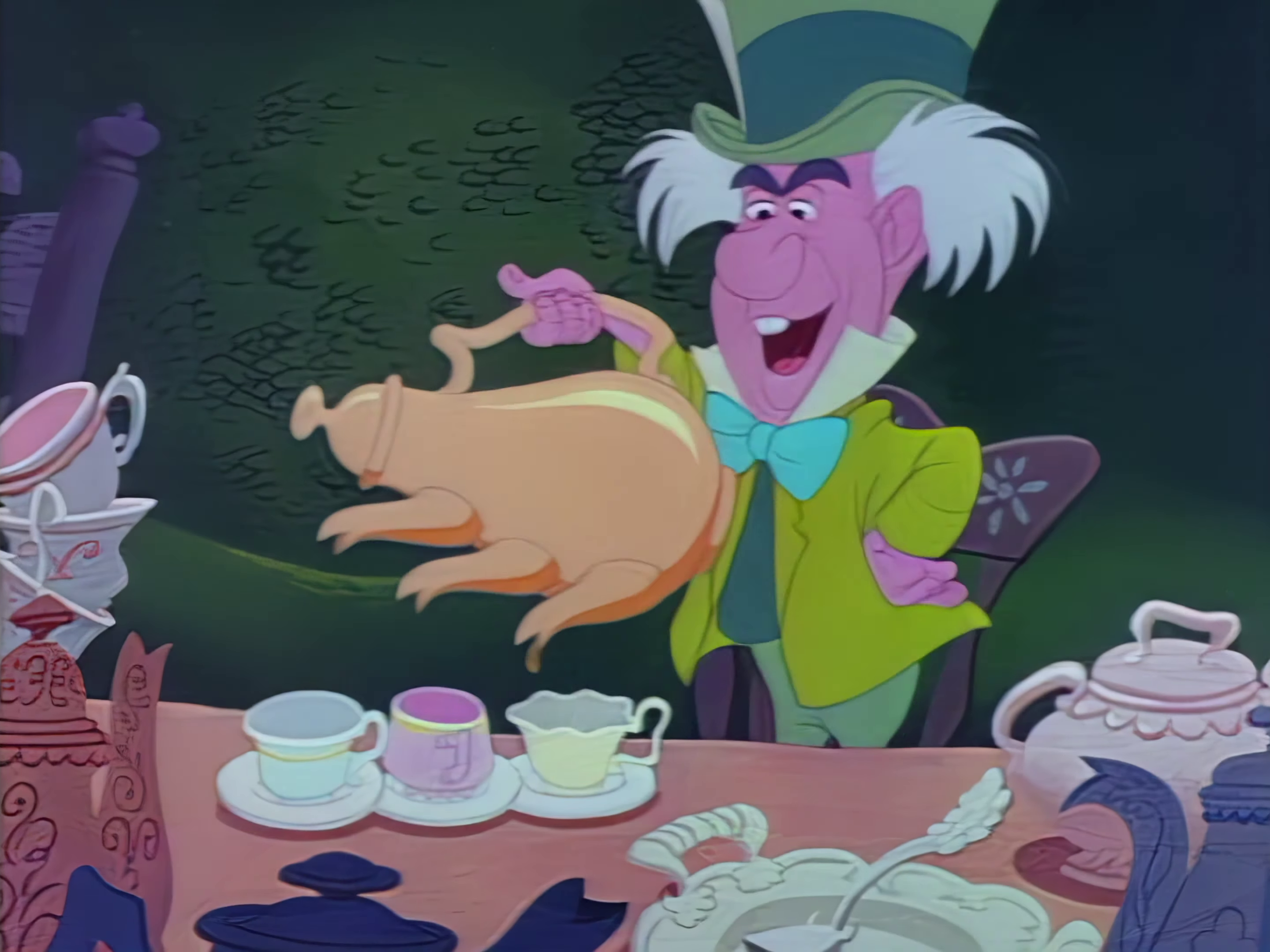
El Sombrerero Loco de la película animada de 1951.

- En la película animada de Walt Disney de 1951, Alicia en el país de las maravillas, el Sombrerero, al que otros se refieren como «el Sombrerero Loco», aparece como un hombre bajo, hiperactivo, con cabello gris, nariz grande y voz cómica. Ed Wynn le dio voz en 1951 y Corey Burton en sus apariciones posteriores (Bonkers, House of Mouse), mientras que Alan Tudyk le dio voz en el cortometraje Once Upon a Studio.[19] Alicia se topa con el Sombrerero y la Liebre de Marzo que están celebrando una fiesta de «no cumpleaños». El Sombrerero le pregunta el infame acertijo «¿por qué un cuervo es como un escritorio?», pero cuando ella intenta responder al Sombrerero y la Liebre de Marzo piensan que está «completamente loca» y el Sombrerero olvida por completo que incluso le preguntó el enigma. A lo largo de la película, el Sombrerero saca numerosos objetos de su sombrero, como pasteles y sombreros más pequeños. Su personalidad es la de un niño; enojado un segundo, feliz al siguiente.
- El Sombrerero aparece en la versión de 2010 de Alicia en el país de las maravillas de Tim Burton, interpretado por Johnny Depp y con el nombre de Tarrant Hightopp ("Tarrant Altascopas" en español).[20] En la película, el Sombrerero lleva a Alicia hacia el castillo de la Reina Blanca y le relata el terror del reinado de la Reina Roja mientras comenta que Alicia ya no es la misma que antes. Posteriormente, el Sombrerero ayuda a Alicia a evitar la captura de los guardias de la Reina Roja al permitir que lo apresen a él mismo. Más tarde, el Gato de Cheshire lo salva de la ejecución y llama a la rebelión contra la Reina Roja. Cerca del final de la película, el Sombrerero le sugiere sin éxito a Alicia que podría quedarse en el País de las Maravillas y consumar sus sentimientos por ella. La recepción crítica a la interpretación del Sombrerero de Johnny Depp fue en general positiva. David Edelstein, del New York Magazine, comentó que si bien los elementos del personaje sugerido por Depp no coinciden del todo, «Depp aporta un entusiasmo contagioso de verano a todo lo que hace.»[21] Bill Goodykoontz de The Arizona Republic dijo que «Depp es exactamente lo que esperarías, lo cual es algo bueno. Con los dientes separados y lascivo, a veces se parece a Madonna después de clavar un tenedor en una tostadora. Cómo encuentra a sus personajes es una incógnita, al parecer es una especie de almacén de excentricidades de una tienda de segunda mano. PEro funciona.»[22] Owen Gleiberman del Entertainment Weekly tenía una opinión más negativa y comentó que Depp como el Sombrerero es «una imagen fantástica, pero una vez que Depp abre la boca, lo que sale es un ruidoso acento escocés que hace que todo lo que dice suene más o menos igual. El personaje no ofrece una psicología cautivadora y sesgada. En realidad, no hay mucho en él: es solo un Johnny sonriente de una sola nota con un movimiento secreto de baile hip-hop, por lo que comenzamos a reaccionar ante él de la misma manera que Alicia lo hace con todo lo demás: preguntándonos cuándo dejará de decir tonterías.»[23] Kenneth Turan de Los Angeles Times afirmó que «no se pueden negar los dones y habilidades de Depp, pero esta actuación parece indulgente y algo que todos hemos visto antes.» En la secuela de 2016, Alicia a través del espejo, el Sombrerero recuerda a su familia, así que decide pedirle ayuda a Alicia para ver si ella puede decirle o hacer algo para encontrar a su familia.[24]
- El Sombrerero es interpretado por Clarke Peters en la película Come Away de 2020. Se le representa como el padre del Capitán Garfio, el abuelo de Alicia y Peter Pan, y el bisabuelo de Wendy Darling, John Darling y Michael Darling.

### Televisión
- El Sombrerero Loco de Disney también participó regularmente en la serie Bonkers de Disney Afternoon[25] y fue uno de los invitados en House of Mouse, donde incluso hizo un cameo en uno de los cortos de dibujos animados destacados.[26]
- La serie de televisión Futurama tiene un robot llamado Mad Hatterbot que está basado en el Sombrerero. Visto solo en el Instituto HAL (un asilo para robots criminalmente locos), el Sombrerero Loco solo dice una línea: Change places!, que todos en la sala obedecen cuando se habla. La etiqueta de precio de su sombrero dice «5/3», el mismo número que 10/6 presentado con el numerador y el denominador divididos por la mitad. Como personaje secundario, ha aparecido en los episodios «Insane in the Mainframe» y «Follow the Reader», así como en la película Futurama: el juego de Bender.[27]
- En Alice de Syfy, el Sombrerero (Andrew-Lee Potts)[28] es retratado como un contrabandista que comienza trabajando como agente doble para la Reina de Corazones y la Resistencia del País de las Maravillas en la historia; a lo largo de la historia, comienza a ponerse cada vez más del lado de la Resistencia y termina enamorándose de Alice mientras la ayuda en el camino.
- En Érase una vez, se presenta al Sombrerero Loco (Sebastian Stan) como poseedor de la habilidad única de cruzar dimensiones a través de su sombrero, y tiene una hija, Grace, que perdió a su madre Priscilla como resultado de un trato pasado con la Reina Malvada. Cuando la Reina le ofrece suficiente riqueza para ayudar a su hija a vivir, él acepta ayudarla a viajar al País de las Maravillas, pero cuando se revela que el objetivo era que la Reina recuperara a su padre capturado, el Sombrerero queda atrapado en el País de las Maravillas, ya que el portal solo permitirá que dos personas lo atraviesen en cualquier dirección. Atrapado en el País de las Maravillas, se volvió loco mientras intentaba encontrar otro camino de regreso a su mundo para reunirse con su hija. En la primera temporada, atrapado en la Tierra Sin Magia, el Sombrerero Loco -ahora conocido como 'Jefferson' porque vive en una mansión justo en las afueras de Storeybrooke- es uno de los pocos que recuerda su vida original debido a su locura. Su hija también fue llevada a Storeybrooke, pero él evitó establecer contacto con ella debido a que sus nuevos recuerdos significaban que ella no lo reconocería. Incapaz de aprovechar la magia en este mundo, intenta reclutar a Emma para que le haga un sombrero, pero ella no puede aprovechar su poder, aunque el conocimiento de Jefferson sobre la maldición le da a Emma una prueba más de que Henry está diciendo la verdad. Más tarde, Regina recluta a Jefferson para que la ayude a crear una maldición para usar con Emma, pero los esfuerzos de Regina resultan contraproducentes y le dan a Emma una prueba clara de que la maldición es real. En la segunda temporada, con la maldición rota, Jefferson finalmente se convence de reunirse con su hija.
- En el episodio «Spring Unsprung» de Ever After High de Netflix, Mad Hatter aparece como el padre de Madeline Hatter. En el especial de 47 minutos, dirige la tienda de té Mad Hatter's en la ciudad de Bookend, no lejos de la escuela de Maddie, Ever After High. También dirige una tienda con el mismo nombre en el País de las Maravillas, pero fue abandonada después de que la Reina Malvada (la madre de la Reina Cuervo) lanzó una maldición sobre la tierra.

### Videojuegos
- En el videojuego de 2000 American McGee's Alice, el Sombrerero Loco es retratado como un psicótico, literalmente «loco» y obsesionado con el tiempo y los mecanismos de relojería, y se considera un genio. Inventa dispositivos mecánicos, a menudo utilizando evidentemente los cuerpos de organismos vivos como base de sus inventos, como planea hacer con todos los habitantes del País de las Maravillas. Aparece en la secuela de 2011 Alice: Madness Returns con la misma apariencia, aunque esta vez solicita la ayuda de Alice para recuperar sus extremidades perdidas de sus antiguos compatriotas March Hare y Dormouse. Se desconoce por qué el Sombrerero está obsesionado con el tiempo, sin embargo, se da a entender que su locura le hizo delirar y que en algún momento moriría y comenzó a adorar al Tiempo (un personaje invisible de la novela) como algún tipo de deidad, incluida la conversión de todo su cuerpo con engranajes como una forma de vivir para siempre, especialmente convirtiendo a los habitantes del País de las Maravillas en máquinas como una supuesta solución para «salvar» sus vidas pero sin el costo de no tener libre albedrío.
- El Sombrerero Loco de Disney hace un cameo en una pintura en el Tea Party Garden en el videojuego de 2002 Kingdom Hearts y su secuela de 2009 Kingdom Hearts 358/2 Days. Más tarde hizo una aparición física en el juego Kingdom Hearts χ de 2013.
- El Sombrerero Loco apareció en el videojuego para móviles de 2006 de Sunsoft, Alice's Warped Wonderland (歪みの国のアリス Yugami no kuni no Arisu?, Alicia en el Mundo de la Distorsión). El Sombrerero Loco es retratado como un niño de escuela secundaria con ropa de gran tamaño y un sombrero grande que cubre toda su cabeza. A diferencia de la mayoría de los residentes del País de las Maravillas, se comporta de forma bastante malcriada y grosera con Ariko (la «Alicia» del juego). En uno de los finales malos, el Sombrerero Loco es asesinado por un Gato de Cheshire retorcido.[29][30]
- En Get Even, uno de los pacientes de asilo que usa un casco de realidad virtual Pandora, con el cual se viste como el Sombrerero y tiene una fiesta de té en su celda. Posteriormente le da a Cole Black un acertijo para abrir la puerta, y hay una opción para dejarlo en su habitación o déjalo libre y se unirá a los otros reclusos para matar a Black, quien todos creen que es el «Puppet Master».

### Música
- La canción «Mad Hatter» de la banda estadounidense de garage rock Shag se inspiró en el personaje. Apareció en su álbum homónimo en 1969.
- El dibujo del Sombrerero de Sir John Tenniel, combinado con un montaje de otras imágenes de Alicia en el país de las maravillas, fue utilizado como logotipo por Charisma Records desde 1972 en adelante.
- El Sombrerero Loco inspirado en Burton aparece en el vídeo musical The Man who became a Rabbit, una versión india de Alicia en el país de las maravillas de Valérian MacRabbit y Lalkrishnan. Mad Hatter se convierte en Mac Hatter y le plantea un acertijo al personaje principal: Spread blood on the birthday cake («Esparce sangre en la tarta de cumpleaños»).[31]
- El nombre del Sombrerero Loco se utiliza en la canción «Mona Lisas and Mad Hatters» de Elton John de 1972.
- Se hace referencia al Sombrerero Loco en la canción homónima de 2015 de Melanie Martinez, junto a algunos otros personajes de Alicia en el país de las maravillas de Carroll.[6]